# 基內特山
基內特山（英語：Mount Kinet），是南極洲的山峰，位於維多利亞地的博克格雷溫克海岸，處於霍比嶺東南面9公里的米安德冰川南岸，屬於登山家山脈的一部分，海拔高度2,180米，美國地質調查局根據測量和美國海軍拍攝的空中照片繪入地圖，現時由南極條約體系管理。